# Aphidius
Aphidius är ett släkte av steklar som beskrevs av Christian Gottfried Daniel Nees von Esenbeck 1818. Aphidius ingår i familjen bracksteklar.

## Bildgalleri

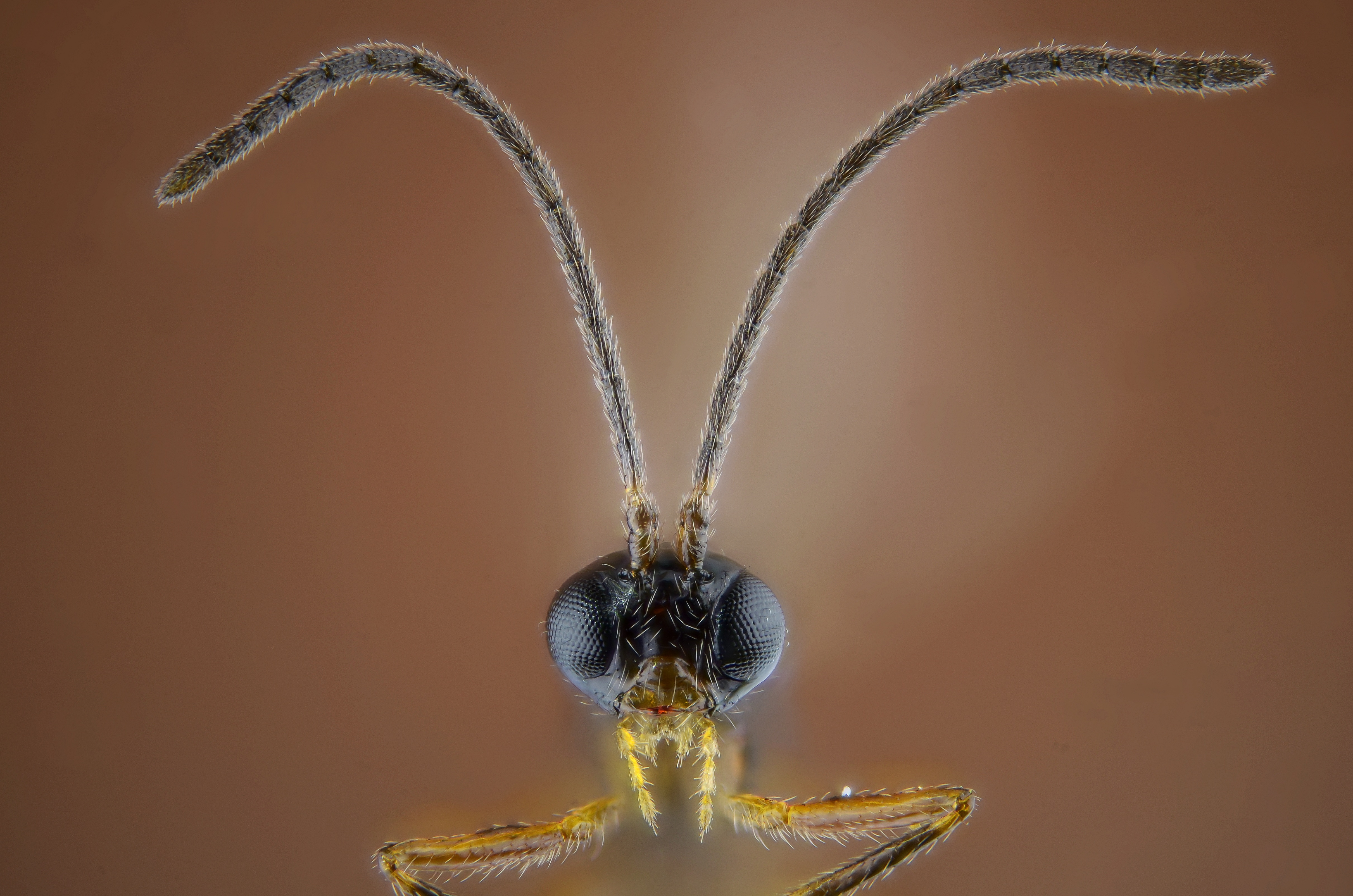

## Dottertaxa tillAphidius, i alfabetisk ordning[1][2]
- Aphidius adelocarinus
- Aphidius alius
- Aphidius amamioshimensis
- Aphidius amelanchieri
- Aphidius amphorophori
- Aphidius apolloni
- Aphidius aquilus
- Aphidius areolatus
- Aphidius artemisicola
- Aphidius arvensis
- Aphidius asteris
- Aphidius atropetiolatus
- Aphidius autriquei
- Aphidius avenae
- Aphidius avenaphis
- Aphidius bertrandi
- Aphidius biocarinatus
- Aphidius brasiliensis
- Aphidius breviatus
- Aphidius camerunensis
- Aphidius cingulatus
- Aphidius colemani
- Aphidius coloratus
- Aphidius confusus
- Aphidius constrictus
- Aphidius cupressi
- Aphidius delicatus
- Aphidius dianensis
- Aphidius dimidiatus
- Aphidius dipsaci
- Aphidius eadyi
- Aphidius eglanteriae
- Aphidius ervi
- Aphidius erysimi
- Aphidius ferruginosus
- Aphidius floridaensis
- Aphidius frumentarius
- Aphidius fulvus
- Aphidius fumatus
- Aphidius funebris
- Aphidius fuscoventris
- Aphidius galii
- Aphidius gifuensis
- Aphidius glacialis
- Aphidius hieraciorum
- Aphidius hortensis
- Aphidius inclusus
- Aphidius iranicus
- Aphidius kakimiaphidis
- Aphidius kunmingensis
- Aphidius lincangensis
- Aphidius linosiphonus
- Aphidius liriodendrii
- Aphidius longiantennatus
- Aphidius longicornis
- Aphidius longipetiolus
- Aphidius lupini
- Aphidius macrophthalmus
- Aphidius macrosiphoniella
- Aphidius macrosiphoniellae
- Aphidius magdae
- Aphidius marvelus
- Aphidius masonaphis
- Aphidius matricariae
- Aphidius matsuyamensis
- Aphidius maximus
- Aphidius megourae
- Aphidius microlophii
- Aphidius montanus
- Aphidius montenegrinus
- Aphidius montereyensis
- Aphidius multiarticulatus
- Aphidius myzocallidis
- Aphidius niger
- Aphidius nigripes
- Aphidius obscuripes
- Aphidius ohioensis
- Aphidius pallipes
- Aphidius pelargonii
- Aphidius persicus
- Aphidius phalangomyzi
- Aphidius phragnitei
- Aphidius pisivorus
- Aphidius pleotrichophori
- Aphidius polycostulari
- Aphidius polygonaphis
- Aphidius popovi
- Aphidius propinquus
- Aphidius pseudopicipes
- Aphidius pseudoplatanus
- Aphidius pteridis
- Aphidius qadrii
- Aphidius ramithyrus
- Aphidius rhopalosiphi
- Aphidius ribis
- Aphidius rosae
- Aphidius rosaphidis
- Aphidius rubifolii
- Aphidius rufus
- Aphidius salicis
- Aphidius santolinae
- Aphidius schimitscheki
- Aphidius segmentatus
- Aphidius setiger
- Aphidius seyrigi
- Aphidius sichuanensis
- Aphidius similis
- Aphidius smithi
- Aphidius sonchi
- Aphidius staryi
- Aphidius subantarcticus
- Aphidius sussi
- Aphidius tanacetarius
- Aphidius tarsalis
- Aphidius tuberculatus
- Aphidius uroleuci
- Aphidius urticae
- Aphidius uzbekistanicus
- Aphidius vaccinii
- Aphidius viaticus